# Hermann Gülde
Hermann Gülde (* 3. Mai 1894 in Rochlitz; † nach 1945) war ein deutscher Jurist und gilt als einer der Mitverfassung der deutschen Straßenverkehrs-Ordnung.

## Leben
Er war der Sohn eines Rechtsanwaltes aus Rochlitz, trat in die Fußstapfen seines Vaters und studierte Rechtswissenschaften an den Universitäten Genf, Berlin und Freiburg im Breisgau. 1922 ließ er sich als Rechtsanwalt in Leipzig nieder. Zum 1. April 1931 trat er der NSDAP bei (Mitgliedsnummer 485.384).
Als am 1. Juni 1932 in Dresden eine neue Straßenverkehrs-Ordnung eingeführt wurde, kritisierte er diese ausführlich in der Presse. Er verfasste zahlreiche weitere Beiträge zum Verkehrsrecht und Straßenverkehr.
Hermann Gülde wurde 1933 Mitglied der Akademie für Deutsches Recht und wirkte dort im Ausschuss für Kraftfahrzeugrecht mit.

## Werke (Auswahl)
- Das neue Recht des gewerblichen Landverkehrs. Berlin 1936.